# Francia antartica

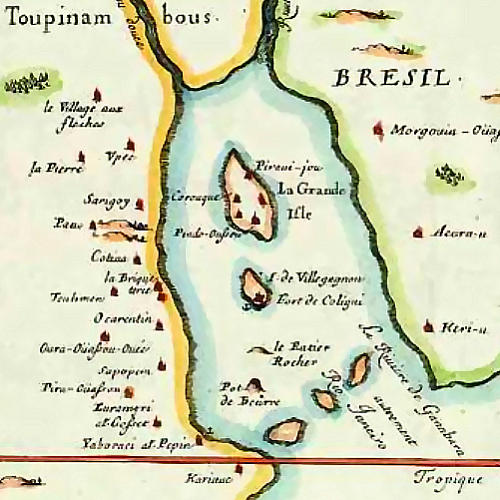

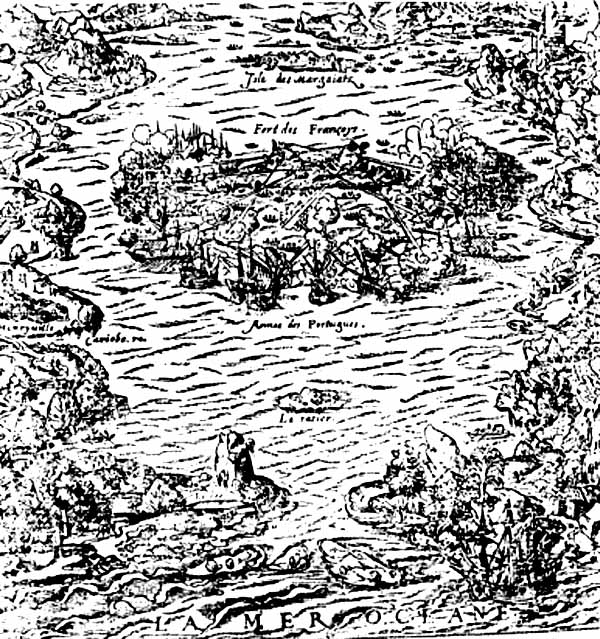
L'isola di Villegaignon sotto attacco dei portoghesi (1560)

Francia Antartica (in francese France Antarctique, in portoghese França Antártica) fu il nome della fallita colonia francese a sud dell'equatore, nella zona dell'attuale Rio de Janeiro, che esistette nel periodo compreso tra il 1555 e il 1567, e che aveva il controllo della zona costiera da Rio de Janeiro a Cabo Frio.
La costa orientale del Sudamerica era stata scoperta nell'aprile del 1500 da una flotta comandata da Pedro Álvares Cabral a nome della corona portoghese, che arrivò nella zona dell'attuale Porto Seguro nello Stato di Bahia.
Il 1º novembre 1555, un viceammiraglio ugonotto di nome Nicolas Durand de Villegaignon, al comando di una piccola flotta di due navi e 600 soldati e coloni, prese possesso della piccola isola di Serigipe nella baia di Guanabara, dove costruirono un forte, Forte Coligny (in onore di Gaspard II de Coligny, un ammiraglio ugonotto che sostenne la spedizione per proteggere le persone che professavano la sua stessa religione). Al villaggio nell'entroterra venne dato il nome Henriville, come preferito da Villegaignon, in onore di Henri II, il Re di Francia, che era a conoscenza della spedizione e che aveva fornito i mezzi necessari per procurare la flotta. La corona francese non riuscì a sfruttare efficacemente le scoperte di Villegaignon per espandere i propri territori nel nuovo mondo, come si stava facendo nel Québec con Jacques Cartier. Questi insediamenti violavano il trattato di Tordesillas che aveva diviso il Nuovo Mondo tra Spagna e Portogallo.
Inizialmente i portoghesi non prestarono attenzione all'intrusione, e Villegaignon espanse la colonia chiamando persone di fede calvinista da Ginevra, in tre navi sotto il comando di suo nipote Bois le Comte. Villegaignon stipulò un'alleanza con i nativi Tamoio e Tupinambá presenti nella regione, che si stavano opponendo ai portoghesi. Nel 1560 Mem de Sá, il nuovo governatore generale del Brasile, ricevette dal governo portoghese l'ordine di espellere i francesi. Con una flotta formata da 26 navi da guerra e 2000 soldati, attaccò e distrusse Forte Coligny in tre giorni, ma non riuscì a deportare i coloni che erano fuggiti nell'entroterra con l'aiuto degli indigeni, dove continuarono a vivere e a lavorare. Villegaignon era già tornato in Francia nel 1558, disgustato dagli attriti religiosi tra i protestanti e i cattolici.
Con l'imposizione dai due sacerdoti gesuiti che erano giunti in Brasile con Mem de Sá, i frati José de Anchieta e Manuel da Nóbrega, i quali avevano giocato un ruolo importante nella pacificazione dei Tamoios, Mem de Sá ordinò a suo nipote Estácio de Sá di procurarsi una nuova forza di assalto. Estácio de Sá fondò la città di Rio de Janeiro il 1º marzo 1565 e combatté i francesi per altri due anni. Aiutato dai rinforzi militari mandati da suo zio il 20 gennaio 1567, sconfisse i francesi definitivamente e li espulse dal Brasile; egli morì un mese dopo a causa delle ferite subite in battaglia. Il progetto di Coligny e di Villegaignon era durato solo 12 anni.
In risposta all'altro tentativo della Francia di colonizzare i territori orientali sudamericani con Francia equinoziale, sorta sul terreno oggi occupato da São Luís nello Stato di Maranhão tra il 1612 e il 1615, i portoghesi decisero di espandere le proprie colonie in Brasile.